# Tonko Bossen
Tonko Bossen (10 juni 1998) is een Nederlands acteur en filmmaker. In 2022 rondt hij zijn opleiding Cinematography aan de Nederlandse Filmacademie af.

## Filmografie

### Televisie
- 2014: A'dam - E.V.A., seizoen 2, als Fernando
- 2015-2016: SpangaS, seizoen 8 en 9, als Koen
- 2015: Tessa, als Pieter
- 2016: Danni Lowinski, seizoen 4, als staljongen
- 2016: Lost in the Game, als Mas
- 2016: De Maatschap, als Jonge Benjamin Meyer en Jonge Matthias Meyer
- 2016: Centraal Medisch Centrum, als Tim van Marcke
- 2017: De mannentester, als Joshua
- 2018: Nieuwe buren, seizoen 3, als Raf
- 2018: Zomer in Zeeland, als Jurgen
- 2018: Der Amsterdam Krimi. Labyrinth des Todes, als Tim Koning
- 2019: Oogappels, als Titus
- 2019: Flikken Rotterdam, als Daryl Monteira
- 2021: Follow de SOA, als Teun
- 2025: LEGO MASTERS Out of the Box, seizoen 4, als deelnemer

### Film
- 2013: Nooit te oud, televisiefilm, als Julian Mantel
- 2014: Oorlogsgeheimen, bioscoopfilm, als boy 2
- 2014: Nena, bioscoopfilm, als buddy Carlo I
- 2015: Doorbijten, short film, als Bram
- 2016: Kappen!, bioscoopfilm, als Sander de Jong
- 2017: Turn it around, short film, als Florian
- 2018: Cobain, bioscoopfilm, als David